# Silver Creek (Nebraska)
Silver Creek je selo u američkoj saveznoj državi Nebraska. Prema popisu stanovništva iz 2010. u njemu je živjelo 362 stanovnika.